# Albrecht von Rechenberg
Georg Albrecht Julius Heinrich Friedrich Carl Ferdinand Maria baron von Rechenberg (né le 15 septembre 1861 à Madrid et mort le 26 février 1935 à Berlin) est un officier consulaire allemand, consul général à Varsovie, gouverneur de l'Afrique orientale allemande et député du Reichstag.

## Famille
Sa famille peut être prouvée pour la première fois dans la région de Meissen en 1270, l'élévation à la noblesse avec l'attribution du titre de baron a lieu en 1534 par le roi et plus tard empereur Ferdinand Ier. Par un blason cette attribution a été confirmée en l'an 1612 par l'empereur Matthias. Son père Julius von Rechenberg (1812-1892), fils de l'administrateur de l'arrondissement de Liebenwerda (de), plus tard conseiller privé royal prussien Carl Georg Friedrich von Rechenberg (de) (1785-1854), est conseiller municipal et vient de Lübben en Basse-Lusace. Sa mère Helene Fiedler (1841-1911) est la fille du banquier Carl Anton Fiedler et de son épouse Barbara Workuka.

## Formation et service consulaire
Il étudie au lycée allemand de Prague, où son père est transféré de Madrid en tant que consul général. Il étudie le droit à Prague, Berlin et Leipzig. Après avoir obtenu son doctorat (1883), l'externat juridique et l'examen d'assesseur, il entre au service du ministère des Affaires étrangères en 1893 sur demande. Afin de renforcer l'administration et la juridiction dans les nouvelles colonies allemandes d'Afrique de l'Est, il est nommé juge et administrateur de district à Tanga. En 1896, il est transféré à Zanzibar en tant que vice / consul. En raison de son attitude intransigeante envers les Britanniques, il est tenu en haute estime par les Allemands et les locaux.
Le ministère des Affaires étrangères l'envoie à Moscou comme consul en 1900. De 1905 à 1906, il succède à son père au poste de consul général à Varsovie.

## Gouverneur en Afrique orientale allemande
Après que la guerre de Maji Maji a dévasté les régions méridionales du pays et qu'entre 75 000 et 300 000 Africains ont péri dans la famine qui a suivi, le chancelier von Bulow nomme Rechenberg gouverneur de l'Afrique orientale allemande. Rechenberg se voit dans la lignée de Bernhard Dernburg, qui dirige le département colonial du ministère des Affaires étrangères et tente de réformer les colonies allemandes.
Maîtrisant parfaitement le kiswahili, Rechenberg prend en charge l'administration d'environ 6 000 Allemands et de près de huit millions d'indigènes. Rechenberg a étudié la culture des Africains et maîtrise à la fois la langue arabe et plusieurs langues et dialectes africains. L'essentiel de l'effort de réforme consiste à relâcher la contrainte sur la population indigène et à lui permettre de cultiver davantage pour son propre usage ; toutefois, elle doit cultiver du coton pour l'exportation. Il autoritse également une plus grande immigration d'Indiens pour ouvrir davantage le pays au commerce. Il interdit aux colons allemands d'utiliser le fouet à hippopotame de leur propre autorité afin de limiter les châtiments corporels et supprime la traite des esclaves. Un assouplissement supplémentaire et une plus grande auto-administration échouent, tout comme la réduction des peines et le travail forcé. Même avec ses premières mesures, il reçoit des attaques furieuses des cercles parlementaires et des associations coloniales. Son engagement n'est pas "altruiste", mais poursuit également des objectifs économiques coloniaux. Le "Rechenberg à tête de fer" fait construire des routes, des ponts et des voies ferrées avec un réseau de 4 500 km. Surtout, le caoutchouc, le riz, les arachides et le coton sont apportés en Allemagne. Pendant le mandat de Rechenberg, les exportations de la colonie ont triplé à un faible niveau. Pour l'Allemagne, en revanche, elle est restée peu rentable : les importations ont largement dépassé les exportations.

## Retour à Berlin et mandat au Reichstag
En raison de désaccords avec le ministère des Affaires étrangères, il est renvoyé à Berlin en mai 1912, Rechenberg démissionne de son poste et est mis à disposition. Le renvoi de Rechenberg résulte d'une part des tensions croissantes avec la population des colons, qui s'agite activement contre lui, et d'autre part de la destruction massive de la nature et de l'extermination animale dans la colonie, qui prit des proportions dramatiques sous Rechenberg. Dès lors, il vit à Berlin. Nommé Wirkl. Geh. Rat avec le titre d'Exzellenz en 1914, il est consulté dans les affaires politiques et diplomatiques difficiles.
Pour le Zentrum, il reprend un mandat au Reichstag le 24 avril 1914 dans la 6e circonscription de Königsberg (Braunsberg-Heilsberg) jusqu'en 1918. Lorsque le Zentrum se rapproche du SPD, il se retire du parti et ne se représente pas.
Après la guerre, il séjourne à Genève lors de plusieurs conférences internationales. Il voyage beaucoup en Afrique de l'Est, en Asie Mineure, en Sibérie, en Asie centrale et à la frontière chinoise. Dans l'ancienne Afrique orientale allemande (aujourd'hui Tanganyika), il fait construire des laboratoires scientifiques et des stations d'essais agricoles, ce qui stabilise le développement du pays.
En 1914, il épouse Gabriele Mittenzweig (1875-1965), fille du conseiller médical prussien Hugo Mittenzweig (1839-1904) et sa femme Gabriele Sandmann à Marienbad. À Berlin, il vit à Berlin-Charlottenburg au 113, Kaiserdamm (de).

## Étudiant du Corps
Étudiant en droit, il rejoint le Corps Cheruscia à Prague. Plus tard, Rechenberg ne porte plus le ruban de ce corps, probablement parce que le gouvernement fédéral a longtemps été suspendu lorsque le Prager SC a rejoint le KSCV (1919). En tant qu'étudiant et avocat stagiaire à Berlin, il est un habitué du Corps Guestphalia. Le Corps lui décerné le Corps Bow en 1885 et le Ruban en 1922. N'ayant pas battu de match aux couleurs de Kösener, l'accord de la KSCV a dû être obtenu au préalable. La véritable « carrière de corps » de Rechenberg n'a commencé qu'après sa retraite. En 1922, il est élu au conseil des anciens et au conseil d'honneur de Guestphalia. De 1926 à 1933, il est président de l'AH-Verein. En 1924, il propose les bals Berlin SC. Environ 3 000 invités sont venus au premier bal du zoo. L'excédent financier d'environ 10 000 marks est mis à la disposition du recteur de l'université pour les étudiants pauvres. L'une des célébrations les plus glamour de la société berlinoise est le bal colonial initié par Rechenberg, auquel il invite tous les frères du Corps de Berlin. Il fait don d'une impressionnante collection de lances, de masques, de boucliers et de trophées de chasse à son corps.
L'épouse de Rechenberg, Gabriele, fonde l'Association des Sœurs du Corps du Corps Guestphalia à Berlin en 1922. La « Première Dame » du Corps est décédée à Wiesbaden en 1965 à l'âge de 90 ans.
Sur le chemin du festival de fondation de l'AHSC Grunewald, il est grièvement blessé dans un accident de la circulation. Décédé en février 1935, Il est enterré dans le cimetière de Heerstraße dans le quartier actuel de Berlin-Westend. La tombe n'a pas été conservée.